# Dolmen des Follets
Le dolmen des Follets est un dolmen situé sur la commune de Saint-Gravé dans le département français du Morbihan.

## Description
Le dolmen mesure 4,30 m de long sur 2,40 m de large. Il est orienté ouest-nord-ouest/est-sud-est. Son apparence rappelle celle des dolmens angevins mais il a été endommagé à son extrémité orientale et aucune trace d'un éventuel couloir n'est visible.

## Folklore
Plusieurs légendes mettant en scène des «follets» (lutins) sont attachées à ce dolmen.